# Hatvanpuszta
A közigazgatásilag Alcsútdobozhoz tartozó hatvanpusztai majorságot József nádor hozta létre 13 hektáron 1840 körül, alcsúti kastélya és alcsúti arborétuma közelében, mintagazdaságként a magyarországi mezőgazdaság fejlesztése céljából. 
Az egykori gazdasági épületek egy része a 20. században műemléki védettség alá került. A majorságot magas aranykorona értékű földek veszik körül.
A birtok Orbán Viktor miniszterelnöksége idején először édesapja cége, majd Orbán Győző személyes tulajdonába került és jelentős építkezés indult meg a területén. A környező földek a 2010-es években fokozatosan a miniszterelnök felesége, Lévai Anikó, illetve Mészáros Lőrinc és gyermekeik birtokába kerültek.
A hatvanpusztai majorság és az ott folyó nagyszabású építkezés a tényfeltáró újságírók és politikusok tevékenysége nyomán a 2010-es évek vége felé az Orbán-család és környezete vagyoni gyarapodásának egyik szimbólumává vált. Az ellenzék azt állítja, hogy itt Orbán Viktor személyes vagyonáról, kastélya építéséről van szó. A kormányzat képviselői és maga a miniszterelnök ezzel szemben azt hangoztatja, hogy a birtokon folyó építkezés gazdasági jellegű, a majorság fejlesztése folyik, valamint azt, hogy itt a miniszterelnök apja, Orbán Győző személyes tulajdonáról van szó. Amint Orbán Viktor kijelentette, náluk „a gyerek nem beszél bele a szülők dolgaiba”.

## Története
A mai Hatvanpuszta helyén a török hódítás előtt valószínűleg egy Hatvan nevű falu állott. A török kiűzése után az elnéptelenedett korábbi településeknek az emlékezetben megmaradt nevét gyakran kiegészítették a „puszta” megjelöléssel. A későbbi majorság először egy 1783-as katonai térképen található meg Hatvani puszta néven.
József nádor alcsúti birtokainak fejlesztése során ezt a területet szánta juhok tenyésztésére. Hamarosan az itt nemesített alcsúti juhok adták a legkiválóbb gyapjút az országban. Hunfalvy János Magyarország és Erdély képekben című, 1856-os útleírásában is a említi az itteni juhtenyésztést.
Lestyán Sándor, József nádor életrajzírója így fogalmazott a Habsburg főherceg kötődéséről alcsúti birtoka iránt:

„Mikor súlyos kormánygondjai között kifáradt, és zaklatott életében csendet, pihenést keresett, leginkább Alcsúton találta azt meg. Alcsút sok örömöt nyújtott neki, talán azért is, mert egyedül az ő teremtménye volt. A sivatagból néhány esztendő alatt paradicsomot varázsolt... Minél kietlenebb, minél kopárabb volt a talaj, annál lelkesebben törekedett, hogy termékennyé változtassa. Gyakran felkereste itt jobbágyait, akik úgy tisztelték, mint édesapjukat.””

 

A kor haladó szellemű főurai birtokaikon is bizonyítani akarták felvilágosultságukat. Vajda János költő, aki 1845-ben az alcsúti mintagazdaságban gyakornok volt, így írt:

„Úgy tetszett, mintha az új Magyarország napja kelne ott előttem, ahonnan egy szebb jövendő korszerű művelődésének fénye sugárzik szerteszét a hazára. Az alcsúti uradalom volt ugyanis egész Európában a legelső, sehol utol nem ért tökélyű mintagazdaság.”

A birtok korszerű munkamódszereivel, bérmunkások alkalmazásával, az uradalom és jobbágyai gazdasági kapcsolatának új alapokra helyezésével nemcsak az országban, de a Habsburg Birodalomban is érdeklődést és elismerést váltott ki. Az korábban „kiégett és kopár” vidék húsz év alatt Európa egyik legjövedelmezőbb gazdaságává vált.

## Az „Orbán-kastély”
2001-re a 19. században még mintegy 50 embernek lakhatást és munkát adó komplexumban öt épület maradt fent: a tisztek szállása – amelynek tetőszerkezete akkorra már részben beomlott –, illetve jobbra a cselédek lakhelye; beljebb a két óriási, földszintes istálló, hátul a takarmány tárolására használt szérű, valamint egy később épített vasbeton víztorony.
Elsőként Ferenczi Krisztina újságíró figyelt fel arra, hogy 2011-ben, a Fidesz számára sikeres országgyűlési választások után egy évvel Orbán Győző (Orbán Viktor apja) ingatlanforgalmazó cége megvásárolta József főherceg egykori, műemléki majorját. Orbán Győző cége azonnal bérbe is adta a majorság területét tíz évre  Mészáros Lőrincnek, aki évi 15,5 millió forintot fizetett érte. Tíz év alatt így kifizette a teljes vételárat, de sohasem használta saját célra a bérleményt. Ferenczi Krisztina azt is kiderítette, hogy a környező állami földeket is Mészáros Lőrinc szerezte meg.
Az újságíró akkor arra gyanakodott, hogy idővel Orbán Viktor „dácsájává” alakulhat a műemléki majorság. Az ellenzéki sajtó ennek alátámasztására sokáig csak azt tudta felhozni, hogy a miniszterelnök kedvenc kutyája, Nárcisz a birtokon él.
Jelentősebb építkezés csak az újabb Fidesz-siker, a 2018-as választások után, 2019 elején kezdődött meg a területen. Hadházy Ákos légifelvételeket hozott nyilvánosságra ezt bizonyítandó, és azt is közzétette, hogy akkor már a miniszterelnök édesapja magánszemélyként volt a tulajdonosa az egykori Habsburg-birtoknak. Időközben, a 2015–2016-os földárveréseken a Mészáros család tagjai a környező, addig általuk az államtól bérelt, több mint félezer hektár termőföld tulajdonjogát is megszerezték.
Orbán Viktor politikai pályája során mindig igyekezett hétköznapi, fizetésből élő embernek mutatkozni. Erre utaltak mindenkori képviselői vagyonnyilatkozatai, amelyekben nem szerepelt számottevő vagyon, valamint az olyan nyilatkozatai is, mint a 2021. május 28-i szokásos péntek reggeli rádióinterjúja, amikor elmondta, hogy ő maga is a bérből és fizetésből élők közé tartozók közé sorolja magát.
A hatvanpusztai építkezéseket övező kormányzati csend, sőt titkolózás sok ellenzéki újságíróban, politikusban fokozatosan azt a meggyőződést kezdte erősíteni, hogy ezek mögött az Orbán Viktor köré szőtt, puritanizmusával kapcsolatos mítoszok lerombolása miatti félelem mutatkozik meg, mert itt valójában Orbán Viktor titkos személyes vagyonának gyarapodásáról lehet szó. Szerintük ezt az is megerősíti, hogy 2021-ben új magyar drónszabályozás lépett életbe, ami szinte lehetetlenné teszi, hogy oknyomozó felvételek készüljenek. Az építési szabályok úgy módosultak, hogy a műemlék jellegű épületcsoporton végzett milliárdos munkáról képtelenség hivatalos információkhoz jutni. A terveket nem lehet megszerezni, a fővállalkozó rejti kilétét, nincs semmiféle felirat.
2021 nyarán a mindössze 10 évvel korábban felújított egykori tiszti laknak visszabontották a tetejét, hogy az összes épület tetőzete egységes képet kapjon. Ekkor szanálták a cselédlakásokat is, a két juhakol helyén pedig hatalmas, új épületszárnyat húztak fel. {A 2020 decemberi drónfelvételeken még csak az alapjai láthatók az egyik L alakú istálló helyén épülő szárnynak, de 2021 nyarára már elkészült a kétezer négyzetméteres épület egyedi, ragasztott gerendákkal épített tetőszerkezete is. Az egyik volt istálló alatt mélygarázst alakítottak ki lifttel. A műemléki védelem alatt álló két egykori juhaklot teljesen lebontották és hasonló új épületeket emeltek a helyükre.
Az építkezés egészében véve mintegy 6700 négyzetméter hasznos alapterületű beruházássá áll össze. Ennek költségei még olcsó alapanyagok esetén is 3-4 milliárd forintot tehetnek ki, a belső úthálózat, a földmunkák és a parkosítás nélkül. A tulajdonos, Orbán Győző 2010 óta 10 milliárd forintot vett ki osztalékként a cégeiből. Ellenzéki újságírók szerint csak akkor lehet elég pénze a birtok felépítésére, ha semmi másra nem költ ez idő alatt. De a kormányfő apja 2019-ben a Csányi családtól megvásárolta a közeli golfklub területét, az egykori főhercegi birtok másik mintagazdaságát is. Szakértők számításai szerint e birtok fenntartása is százmilliókat emészthet majd fel évente.
2021 végére már belső információk, képek is kiszivárogtak a beruházásról. A főépületben készült fényképeken egy kétszintes, átriumos, csigalépcsős könyvtár részletei jelentek meg. Az átrium nyílása mintegy 8 méter széles és 12 méter hosszú, fent 2 méter széles a körbefutó galéria, a földszinten 180 négyzetméteren állnak a könyvespolcok és a fotelek. Vendéglátásra is alkalmas a terem, konyha is épült hozzá. A könyvtár egyik végén egyfajta emelvényt alakítottak ki. Az ívelt álmennyezeten a csengersimai református templom festett fatábláinak másolatait helyezték el. A fotókkal szembesülve Gulyás Gergely kancelláriaminiszter azt mondta, hogy ott oktatószobákat alakítanak ki a gazdasági épületek kiegészítésére.
Belső információk szerint a könyvtár építését lassította, hogy a beruházó csak ritkán, a munkások távollétében ért rá megtekinteni a munka állását, és emiatt gyakran több hetes munkafolyamatokat kellett visszabontani, megismételni. Ellenzéki újságírók ebből is azt a következtetést vonták le, hogy az igazi megbízó Orbán Viktor, hiszen apja, az ismert vállalkozó, bármikor ellenőrizhette volna a munkát és adhatott volna megfelelő utasításokat, ha a saját döntéseiről lett volna szó.
Kiderült az is, hogy a beruházás főépítésze Taraczky Dániel, valamint az, hogy Hatvanpuszta egyes műemléki védettséget élvező épületei úgy kaptak bontási engedélyt, hogy a helyükre felhúzott más szerkezetű, formájú és funkciójú épületek megörökölték a műemléki státuszt.
A kiszivárgott tervrajzról kiderült, hogy az egyik épületnek valójában vendégház funkciót szántak. A területrendezési terv „gondolkodósétánnyal”, kápolnával és egy melegházzal is számol, valamint egy 20 000 literes gázolaj-tartályhoz kapcsolódó nagy teljesítményű generátorral, ami hosszabb távon is önellátásra tenné alkalmassá a birtokot. Hatvanpusztán végül két külön mélygarázs is épült, összesen 1200 négyzetméter alapterülettel.
2023-ban a birtok 25 hektárral bővült, miután Orbán Győző három szomszédos földterületet vásárolt meg májusban összesen 68 millió forintért.
2025. augusztus 2-án Hadházy Ákos tüntetést szervezett a birtok elé, ahová a rendőrséget is kivezényelték. A birtokon ekkor már nem első alkalommal fotóztak antilopokat és zebrákat, illetve Hadházy pár nappal korábban bölényt is talált a területen.
2025.augusztus 12-én maga Orbán úgy nyilatkozott, hogy "Az egy gazdaság, amit édesapám alkotott meg. Egy régi gazdaság volt, még gyerekkoromban ott dolgoztam diákmunkán, az lerohadt, szétesett, édesapám megvásárolta, és csinált belőle egy gazdaságot. Ez van kikiáltva valamilyen luxusnak” – mondta a vádak kapcsán, majd hozzátette: „62 éves vagyok van egy házam Budán, és van egy vidéki házam Felcsúton, mire volna még szükségem?” 
Az egzotikus állatok tartása kapcsán a gondozást vállaló Vál-völgye Vadásztársaság azt nyilatkozta, hogy "Olyan mentett állatok gondozását vállaltuk, amelyek korábban nagyon rossz, zárt tartási körülmények között voltak, rossz egészségi állapotban, mint például: rossz takarmányozás miatti egészségtelen fizikai állapot, állategészségügyi szűrések hiánya miatti kezeletlen betegségek következtében leromlott állapot, kis mozgástér miatt rosszul fejlődő vázizmok, gondozás hiánya miatt túlnőtt paták és ebből eredő mozgásszervi problémák"